# Marko Rog
Marko Rog (Varaždin, 19 de julho de 1995) é um futebolista croata que atua como volante. Atualmente joga no Cagliari.

## Carreira
Marko Rog fez parte do elenco da Seleção Croata de Futebol que disputou a Eurocopa de 2016.